# Porto do Pecém
O Terminal Portuário do Pecém, ou somente Porto do Pecém, é um terminal portuário da costa do Nordeste brasileiro, estilo ''off shore", parte do Complexo Industrial e Portuário do Pecém (CIPP).
Está localizado em um acidente geográfico denominado "Ponta do Pecém", local onde foram construídas as obras do terminal portuário, no distrito de Pecém, município de São Gonçalo do Amarante, situado no litoral oeste do estado do Ceará, dentro da Região Metropolitana de Fortaleza a cerca de 60 quilômetros, por rodovia, da capital. 
Para navegação através de carta náutica, se utiliza a carta nº 705, de 28 de setembro de 2002, elaborada pela Diretoria de Hidrografia e Navegação (DHN), da Marinha do Brasil.
A condição geográfica de Pecém, com o menor tempo de trânsito entre o Brasil, os Estados Unidos e a Europa, média de 7 dias para chegar ao destino, funciona como um dos atrativos para conquistar os armadores e impulsionar as exportações brasileiras.

## História

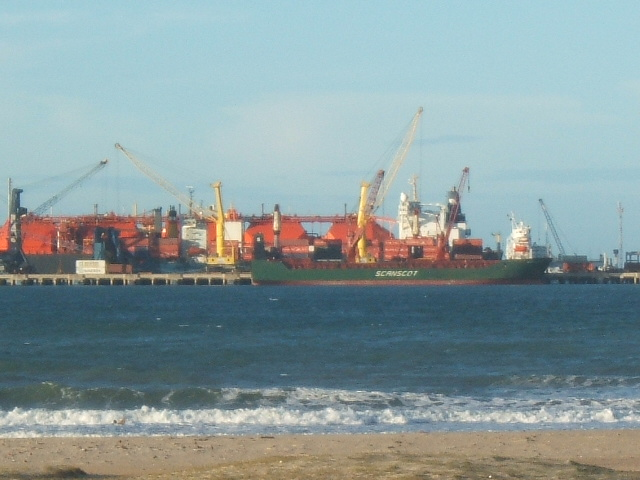
Navios atracados no porto.

Na década de 1990 as limitações do Porto do Mucuripe, em Fortaleza, obrigaram o Ceará a buscar uma alternativa para o recebimento de cargas e mercadorias pelo mar. Enquanto o desenvolvimento batia à porta do Estado, o porto de Fortaleza ficava pequeno. Especialistas, opinião pública e empresários viam como certa a expansão do empreendimento na Capital. Tratativas com o Governo Federal com o objetivo de angariar fundos foram iniciadas. Mas a retroárea (área externa essencial para o funcionamento) e o baixo calado para a atracação de navios eram vistos como entraves para uma eventual ampliação vingar.
Em março de 1995, por solicitação do governo do estado do Ceará, tendo a frente o governador Tasso Jereissati, em parceria com o Governo Federal, sob comando do então presidente Fernando Henrique Cardoso, foram iniciados pelo Grupamento de Navios Hidroceanográficos da Marinha do Brasil estudos para resolver o imbróglio. E a construção de um novo porto era esperada. Ao certo, São Gonçalo do Amarante e Paracuru tinham as condições ideais para o recebimento da estrutura, sendo a região do acidente geográfico denominado de Ponta do Pecém em São Gonçalo do Amarante a mais adequada, pois oferecia um abrigo natural e uma enseada com profundidade suficiente para a construção.
A partir desse evento, estava se materializando um dos maiores projetos de desenvolvimento econômico já implementados no Estado do Ceará, o Complexo Industrial e Portuário do Pecém.
O Porto do Pecém entrou em operação em 2002. Na primeira fase, houve a movimentação de granéis líquidos, trazidos pela Petrobras. Com a ausência da siderúrgica, foi aprovada a operação de cargas gerais no berço de granéis sólidos, que traria carvão e minério de ferro para a siderúrgica e devolveria aos navios placas de aço.

### Cronologia
- 1995 - (março) vinda dos navios da Marinha do Brasil para levantamentos ecobatimétricos na costa do Ceará; (julho/dezembro) concepção do Complexo Industrial e Portuário do Pecém e contratação de projetos básicos de engenharia
- 1996 - (maio) início das obras do Terminal Portuário do Pecém e obras de infraestrutura
- 1998 - (abril) conclusão das obras da Rodovia de Acesso
- 1999 - Conclusão das obras da Ponte de Acesso e do Píer 1 do Terminal e do Sistema Elétrico do CIPP
- 2000 - Conclusão das obras do Píer 2
- 2001 - Conclusão do Quebra-mar; (junho) assinatura do Contrato de Adesão nº 091/2001 pelo Governo do Estado do Ceará e Ministério dos Transportes; (novembro) Início das operações comerciais do Terminal
- 2002 - (Março) Inauguração Oficial do Terminal Portuário do Pecém; (Abril) Alfandegamento a Título permanente pela SRRF da 3ª Região.
- 2008 - Início da primeira reforma do porto.[7]
- 2010 - Entrega do TMUT, composto por dois berços de atracação, ampliação do quebra-mar para mil metros; e o prolongamento da ponte existente, de 348 metros.[8][9][10]
- 2016 - Inauguração do descarregador de minério de ferro e início do funcionamento da correia transportadora.[11][12][13]
- 2017 - Novos berços de atracação entram em operação (Berços 7,8 e 9),[14]
- 2019 - Segunda ponte de acesso ao quebra-mar, com 1.520 metros de extensão, permite o tráfego de caminhões carregados com as placas da siderúrgica.[15]
- 2022 - Entrega da segunda expansão do Porto (Segunda ponte para os píeres, Segundo portão de acesso, Novo berço de atracação - Berço 10).[16]
- 2025 - Inaugurada nova rota marítima para China. Redução de 60 para 30 dias de traslado entre os países.[17][18]
- 2025 - Lançada pedra fundamental do novo Parque de Tancagem.[19]

## Acesso ao Terminal
A concepção do terminal, de buscar águas profundas, bem como preservação das condições ambientais, faz com que as instalações para atracação de navios se localizem a certa distância da costa, fazendo-se portanto necessária a construção de uma ponte de interligação entre os píeres de atracação e as instalações em terra com 1.789,33 metros de comprimento até o píer 1 (um), e mais 2.142,61 metros até o píer 2 (dois). Já para acessar o complexo existem duas opções: rodoviária e ferroviária, sendo elas apresentadas abaixo.

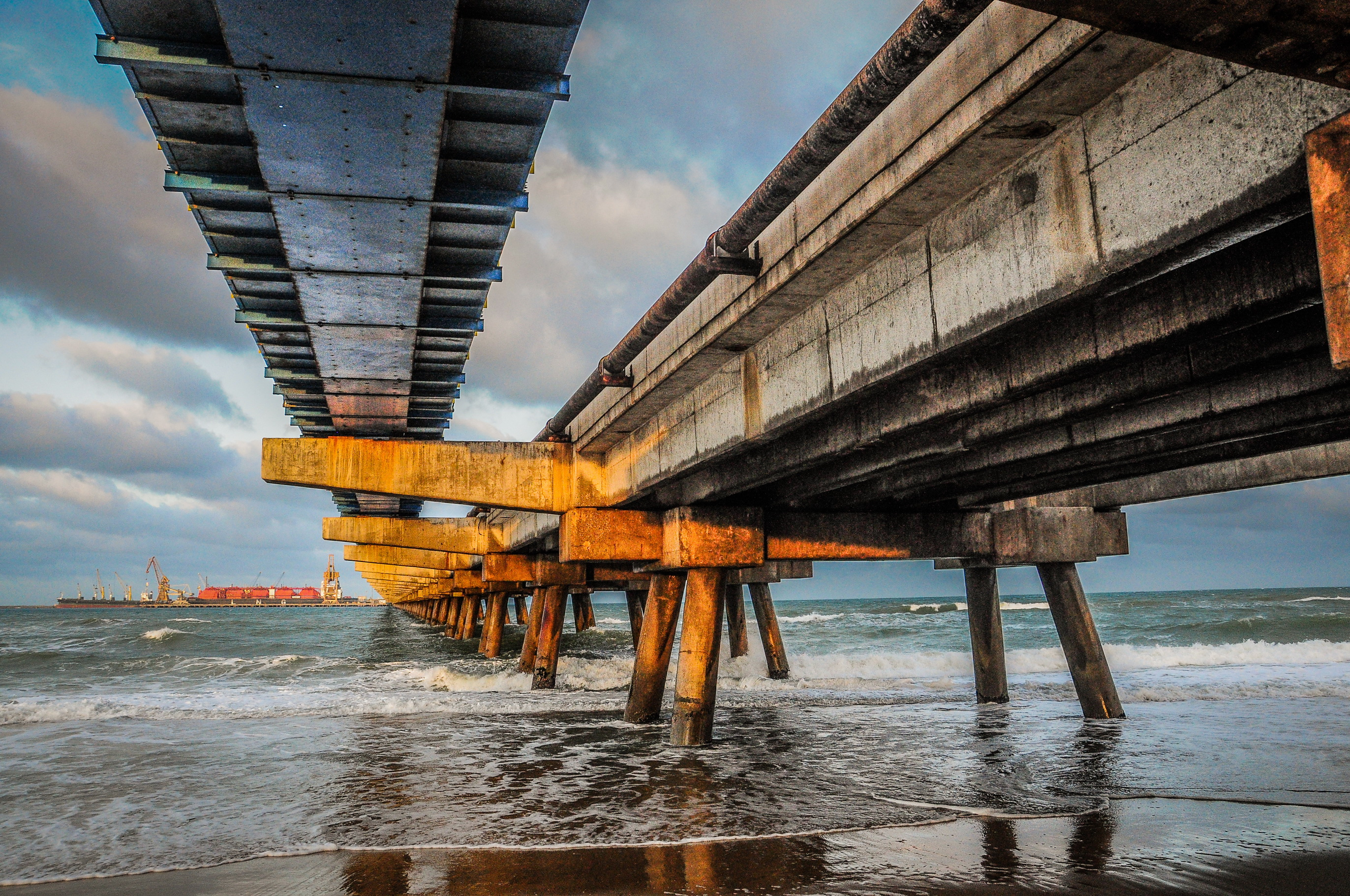
Ponte de interligação entre os píeres e as instalações em terra.

### Acesso Rodoviário
O acesso Rodoviário por três rodovias principais, sendo 2 (duas) federais e 1 (uma) estadual, além de mais 2 (duas) rodovias secundárias não se interligam com a CE-155, via de escoamento de tráfego de veículos de carga do terminal.

#### Rodovias principais
- BR-222: Rodovia federal, principal via de acesso às instalações portuárias do Pecém. Interliga a capital, Fortaleza, à região norte do Estado e aos estados do Piauí e Maranhão.

- BR-116: A mais importante rodovia federal do estado, interliga a capital aos estados do sul do Brasil. A partir das instalações do terminal, pode-se ter acesso a essa rodovia através do Anel Viário que também é utilizado como via de interligação entre o Complexo Industrial e Portuário do Pecém, e os Distritos Industrias de Maracanaú, Horizonte, Pacatuba, Eusébio, etc.

- CE-155 (antiga CE-422): Rodovia estadual, conhecida por Via Portuária, com 20,5 km de extensão e 12 m de largura, interliga a BR-222 às instalações portuárias. Essa via, juntamente com a BR - 222, são as principais vias de escoamento de tráfego de veículos de carga que se destinam ou que têm origem nas instalações do Terminal.

#### Rodovias secundárias
- CE-085: Rodovia estadual conhecida por "Estruturante". Trata-se de via de escoamento de veículos leves que se destinam às praias da região oeste do estado.

- CE-348: Rodovia estadual de tráfego leve que se interliga à CE-085, na localidade denominada de Coité, dando acesso ao Distrito do Pecém e à BR-222.

### Acesso Ferroviário
O acesso às instalações portuárias é feito através de ramal com 22,5 km de extensão, derivado da linha norte da Transnordestina Logística. Esse ramal ferroviário atravessa a zona industrial do Complexo, paralelo a Via Portuária (CE-422) e atende tanto ao Terminal do Pecém quanto às indústrias localizadas no Complexo. A Transnordestina Logística administra trechos como a Ferrovia Teresina-Fortaleza e a Ferrovia São Luís Teresina, permitindo as ligações em portos de Itaqui (MA), Pecém (CE) e Mucuripe (CE).
A Ferrovia Nova Transnordestina foi projetada para ligar o Porto de Pecém ao Porto de Suape, em Pernambuco, além do cerrado do Piauí, no município de Eliseu Martins, porém ainda não está concluída. O trecho entre Pecém e Eliseu Martins está previsto para começar a operar em 2025.

## Movimentações
A tabela ao lado apresenta a quantidade de cargas movimentadas, em toneladas, no Porto do Pecém a cada ano.

| Movimentação de Cargas (em toneladas) | Movimentação de Cargas (em toneladas) |
| ------------------------------------- | ------------------------------------- |
| 2002                                  | 386.990                               |
| 2003                                  | 695.256                               |
| 2004                                  | 941.843                               |
| 2005                                  | 1.073.878                             |
| 2006                                  | 2.136.387                             |
| 2007                                  | 3.041.724                             |
| 2008                                  | 1.727.221                             |
| 2009                                  | 2.165.137                             |
| 2010                                  | 3.527.965                             |
| 2011                                  | 3.766.571                             |
| 2012                                  | 4.392.050                             |
| 2013                                  | 6.327.288                             |
| 2014                                  | 8.274.657                             |
| 2015                                  | 7.011.355                             |
| 2016                                  | 11.230.393                            |
| 2017                                  | 15.808.875                            |
| 2018                                  | 17.214.859                            |
| 2019                                  | 18.096.308                            |
| 2020                                  | 15.930.483                            |
| 2021                                  | 22.417.077                            |
| 2022                                  | 17.112.232                            |
| 2023                                  | 17.389.922                            |
| 2024                                  | 19.652.312                            |

### Recordes em 2024
O Porto do Pecém encerrou 2024 com resultados expressivos. A movimentação total foi de 19,6 milhões de toneladas, um aumento de 13% em relação a 2023. O terminal também bateu recordes na movimentação de contêineres, com 555 mil TEUs, crescimento de 15%. O segmento de granéis sólidos teve alta de 21%, destacando-se o minério de ferro, que ultrapassou 5,3 milhões de toneladas, sendo 600 mil enviadas à China.
O setor de carga solta também cresceu 3,3%, com destaque para siderurgia (18,5%) e fertilizantes (181%). A flexibilidade e a capacidade de operação do terminal foram decisivas para o sucesso, como exemplificado no recorde de movimentação do navio MSC Mariagrazia, com mais de 7 mil TEUs em uma única operação.
Além disso, 2024 foi marcado pela consolidação do Hub de hidrogênio verde no Pecém, com investimentos de R$ 15 bilhões em projetos de hidrogênio e novos terminais no setor de óleo e gás.

### Nova Rota Marítima
Em fevereiro de 2025 o Complexo Industrial e Portuário do Pecém (CIPP) no Ceará passou a contar com uma nova rota marítima ligando diretamente o estado à China. A informação foi divulgada pelo presidente do Complexo, Max Quintino, durante evento da Câmara de Dirigentes Lojistas de Fortaleza (CDL Fortaleza). Com a nova rota, o tempo de transporte de mercadorias entre os dois países será reduzido em cerca de 30 dias, passando de 60 para 30 dias de viagem. A expectativa é que as embarcações chinesas tragam, em média, 1.200 contêineres por semana, o que representa um impacto de 10% na movimentação atual do porto.
A nova rota marítima passará pelo Canal do Panamá, na América Central, e terá como destino o Porto do Pecém. A partir desse terminal, os produtos serão distribuídos para outros portos brasileiros, como Porto de Suape (PE), Porto de Salvador (BA) e Porto de Santos (SP). O Porto do Pecém, que antes possuía sete rotas para o continente e três internacionais, agora passa a ter 10 serviços no total, sendo quatro internacionais, com destaque para a nova ligação com a China. A fase de testes dessa nova rota, realizada em janeiro de 2025, teve resultados positivos, reforçando a importância do Pecém como um hub logístico estratégico.

## Instalações

### Portaria Principal
A área do prédio da portaria é de 134,13 metros quadrados e, a área coberta total em estrutura espacial de alumínio, é de 1.284,31 metros quadrados. A entrada de veículos, assim com a saída do terminal, somente é possível através da portaria, que possui três faixas de rolamento para veículos, de cada lado do prédio (lado direito para entrada lado esquerdo para saída). Nenhum outro acesso está disponível, exceto através da via férrea, que se localiza juntos aos armazéns 1 e 2 e da ponte de acesso aos píeres. 

### Instalações de armazenagem
A armazenagem de produtos no Terminal do Pecém, pode ser feita no pátio ou nos armazéns cobertos. Com uma área de 380.000 metros quadrados, o pátio foi construído para armazenar bobinas e chapas planas para a Usina Siderúrgica. Também foi feito um estudo de "Layout" para permitir a armazenagem de contêineres e reservada uma área especial para contêineres refrigerados. Já os armazéns foram construídos para atender à movimentação de outras cargas soltas que precisam ficar abrigadas do tempo, bem como para serem utilizados nas operações de ova e desova de contêineres.

### Novo Parque de Tancagem
Em fevereiro de 2025 o Governo do Ceará deu início à construção do Parque de Armazenamento e Distribuição de Combustíveis (tancagem) no Complexo Industrial e Portuário do Pecém (CIPP), em Fortaleza, com um investimento de R$ 430 milhões. O projeto, executado pela Terminais Marítimos do Brasil S.A. (TMB), visa melhorar a movimentação, armazenamento e expedição de produtos derivados de petróleo, biocombustíveis e outros líquidos. Com a expectativa de gerar cerca de 600 empregos entre as fases de obra e operação, o parque também contribuirá para maior competitividade no mercado de combustíveis do estado, além de possibilitar mais eficiência no transporte de mercadorias.
A primeira fase do projeto receberá um aporte de R$ 343 milhões e está prevista para ser concluída até agosto de 2027. O novo parque substitui a tancagem atualmente situada no Porto do Mucuripe, em Fortaleza, e está alinhado a uma política estadual e municipal de segurança e modernização. O empreendimento também contribuirá para a expansão da infraestrutura logística do Ceará, com a integração da Transnordestina e a modernização do Porto do Pecém, que receberá outros projetos estratégicos, como o Hub de Hidrogênio Verde. O Banco do Nordeste também reforçou seu compromisso com o desenvolvimento econômico do estado, com investimentos expressivos em infraestrutura.

## Hinterlândia
O Porto do Pecém tem uma zona de influência ampla, abrangendo principalmente o estado do Ceará, mas também estendendo-se para outras regiões do Nordeste e até do Sudeste brasileiro. Seu hinterland inclui estados vizinhos como Pernambuco, Piauí, Rio Grande do Norte e Bahia, além de áreas de Minas Gerais, especialmente devido à movimentação de cargas como minério de ferro e produtos siderúrgicos. A integração com a Ferrovia Teresina-Fortaleza e diversas rodovias facilita o escoamento de mercadorias, consolidando o porto como um hub de exportação de grande importância para o Brasil.
A localização estratégica do porto, próximo a centros industriais e à crescente zona de exportação do Nordeste, permite acesso eficiente a mercados internacionais, especialmente na Ásia e na Europa. Seus principais concorrentes incluem os portos de Fortaleza, Suape, Salvador e outros terminais nordestinos, que competem no setor de carga geral e produtos industriais. Além disso, o Porto do Pecém também compete com portos de outros estados, como o Porto de Santos e o Porto de Vitória, no Sudeste, que possuem infraestrutura intermodal robusta. A competitividade do Pecém está na sua capacidade de atender rapidamente às demandas internacionais, especialmente nos setores de mineração, petroquímicos e celulose, consolidando-se como um centro logístico essencial para a economia brasileira.
Embora esses portos concorram em alguns aspectos, também desempenham papéis complementares ao Pecém, atendendo a demandas logísticas específicas que ampliam a capacidade de transporte e facilitam a integração das cadeias de suprimento. O Porto de Suape, em Pernambuco, destaca-se por sua infraestrutura voltada para cargas gerais e produtos petroquímicos, sendo uma opção complementar para o Pecém, principalmente no escoamento de produtos industriais e commodities. O Porto de Fortaleza, embora com capacidade menor, também é relevante para a movimentação de carga geral e produtos agrícolas. Já o Porto de Salvador, na Bahia, é importante para a exportação de granéis agrícolas e químicos, agregando valor à infraestrutura do Nordeste.

## Galeria

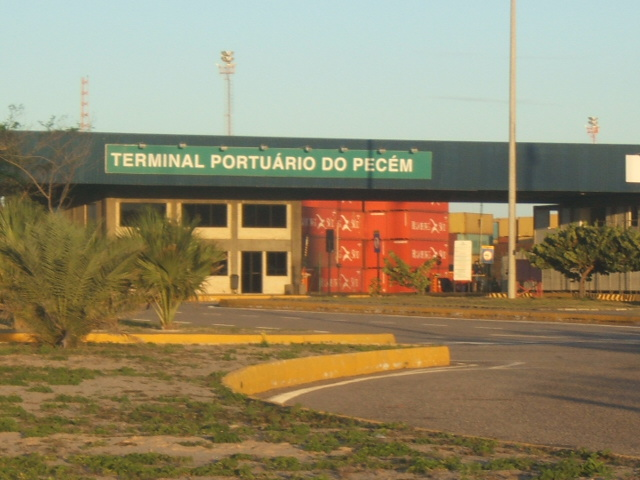
Portão Principal
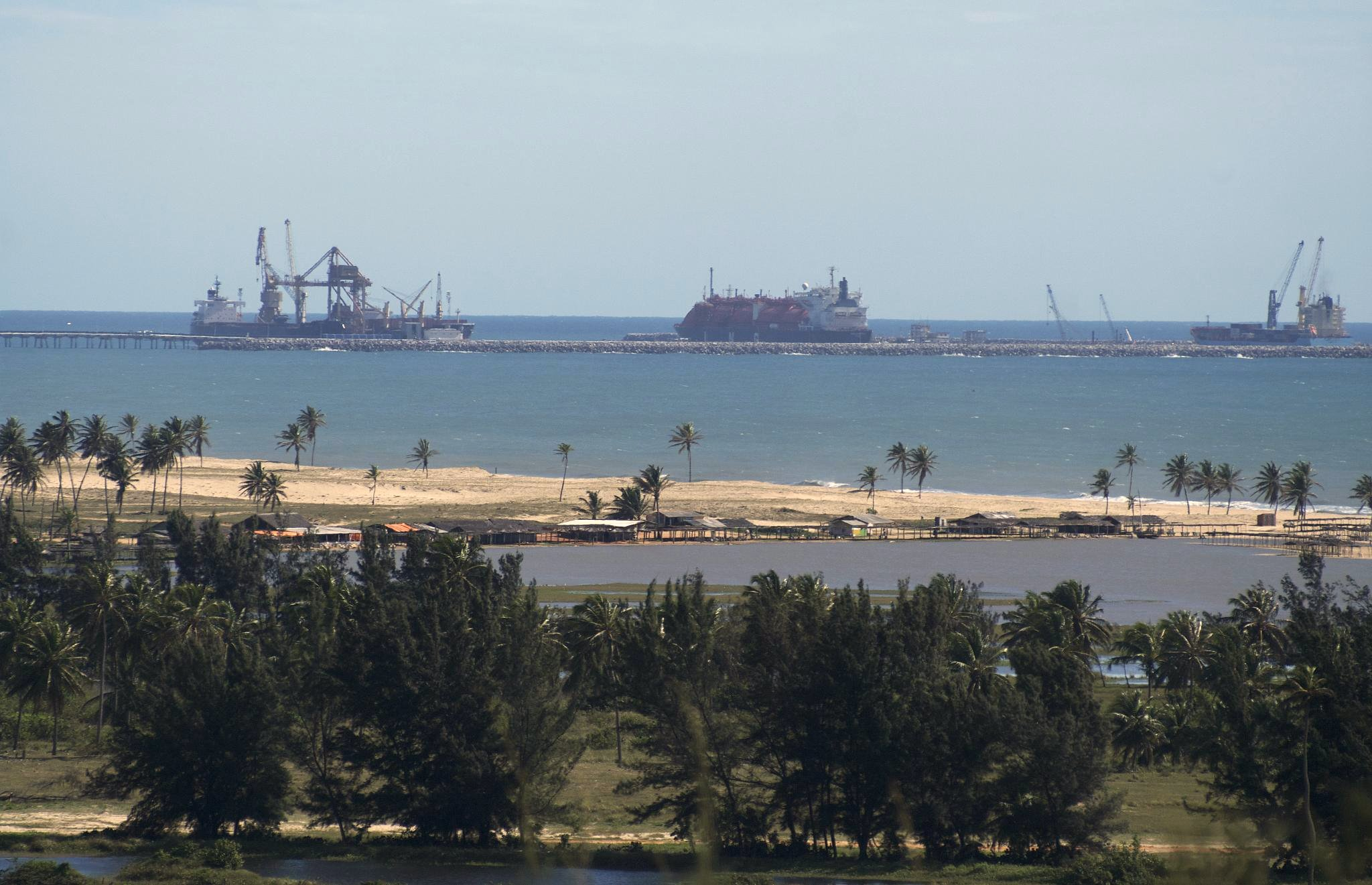
Navios Atracados
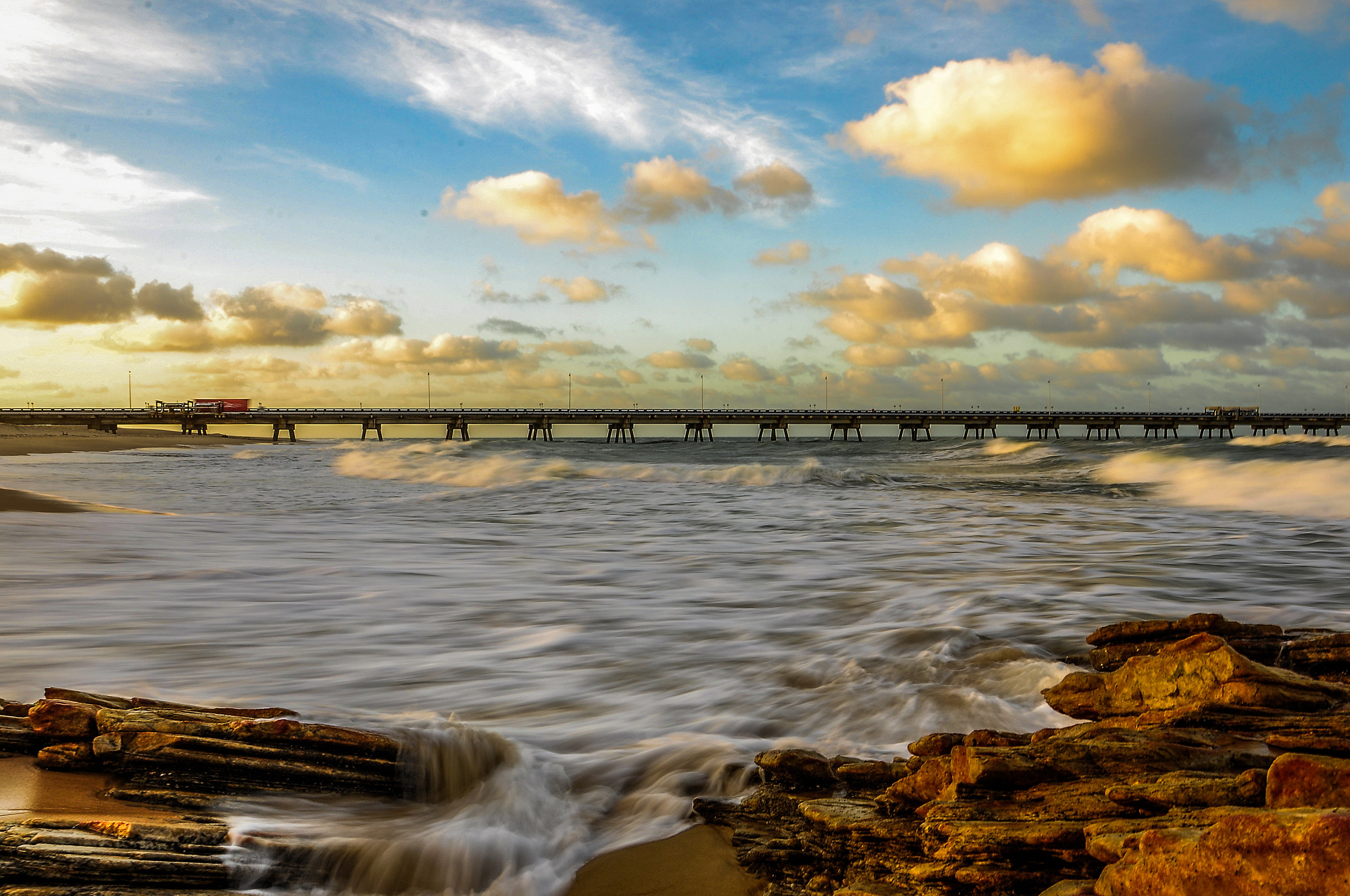
Ponte para o quebra-mar
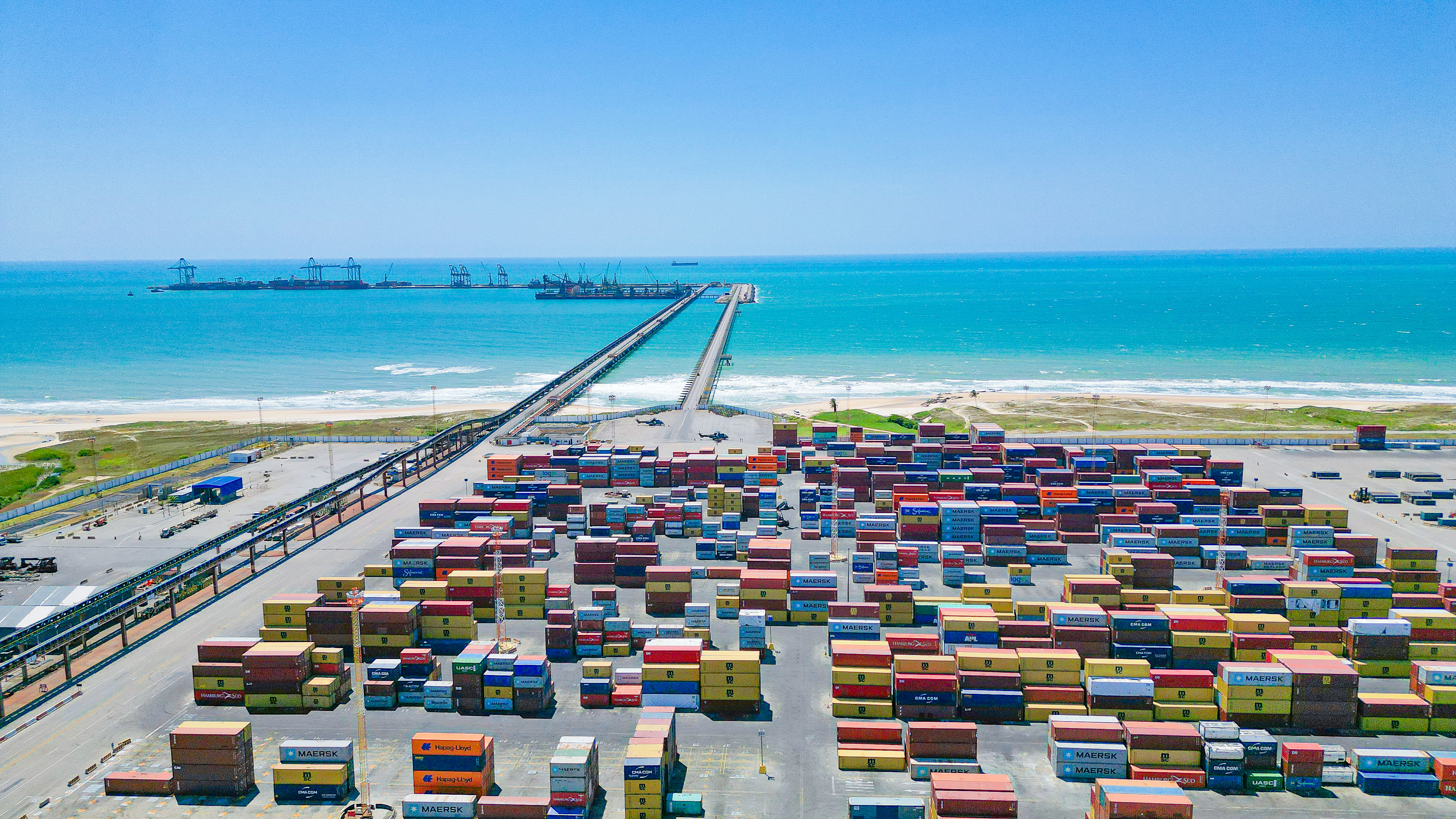
Terminal de Contêineres